# Eusebio Ayala
Eusebio Ayala, född 14 augusti 1875, död 4 juni 1942, var en paraguayansk politiker och Paraguays president 1921–1923 samt 1932–1936. 
Ayala valdes till tillförordnad president av nationalkongressen den 7 november 1921 sedan den sittande presidenten Manuel Gondra avgått till följd av att denne inte lyckats bilda en regering. Ayalas första mandatperiod präglades av svåra politiska kriser och upproret som pågick 1922–1923 under vilken statsmakten nästan kollapsade. Hans andra mandatperiod dominerandes av Chacokriget mot Bolivia 1932–1935, Paraguays framgångar i kriget gjorde honom relativt populär men hans oförmåga att förhandla fram ett för Paraguay fördelaktigt fredsavtal, trots flera möjligheter, gjorde att han successivt förlorade mycket av sitt politiska inflytande i takt med att kriget fortsatte. 1936 störtades han av Rafael Franco bara några månader innan hans mandatperiod skulle ha varit över, han fängslades inledningsvis men släpptes och tvingades i exil till Argentina där han levde fram till sin död 1942.